# Roger Rosiers
Roger Rosiers, né le 26 novembre 1946 à Vremde, est un coureur cycliste belge. Professionnel de 1967 à 1980, il a notamment remporté Paris-Roubaix en 1971.

## Palmarès

### Palmarès amateur
- 1965
  - 4e étape du Tour de Belgique amateurs
  - 2eb étape du Tour de l'Artois
  - Coupe Sels
  - 2e de Bruxelles-Enghien
  - 2e du championnat de Belgique interclubs
  - 3e du Tour de Belgique amateurs
- 1966
  -  Champion de Belgique interclubs
  - Gand-Wevelgem amateurs
  - Circuit des régions flamandes amateurs
  - Circuit du Hainaut
  - 1re étape du Triptyque ardennais
  - 2e du Tour de Belgique amateurs
  - 3e du Triptyque ardennais

### Palmarès professionnel
| - 1967 - Champion de Belgique interclubs - Flèche brabançonne - 2e du Circuit de Flandre orientale - 7e de Liège-Bastogne-Liège - 1968 - Champion de Belgique interclubs - Circuit des onze villes - Grand Prix Flandria - 2e du Circuit des régions flamandes - 2e du Circuit de la vallée de la Lys - 2e du Circuit des Ardennes flamandes - Ichtegem - 2e de l'Amstel Gold Race - 3e du Trèfle à Quatre Feuilles - 3e du Circuit Mandel-Lys-Escaut - 3e du Grand Prix de Fourmies - 6e du Tour des Flandres - 1969 - Champion de Belgique interclubs - Nokere Koerse - 2e du Circuit des bords flamands de l'Escaut - 3e du Circuit du Brabant occidental - 7e de l'Amstel Gold Race - 7e de la Flèche wallonne - 1970 - 16e étape du Tour d'Espagne - Prologue du Tour de l'Oise - Circuit de Belgique centrale - 2e du Circuit Het Volk - 3e du Grand Prix E3 - 3e de Bordeaux-Paris - 4e de la Flèche wallonne - 5e du Tour des Flandres - 8e de Paris-Roubaix - 8e de Paris-Tours - 1971 - Paris-Roubaix - 2e du Circuit Het Volk - 3e de l'Amstel Gold Race - 3e du Circuit des Ardennes flamandes - Ichtegem - 3e du Grand Prix de Péruwelz - 3e de la Coupe Sels - 8e de Milan-San Remo | - 1972 - Champion de Belgique interclubs - Circuit de la vallée de la Lys - Tour de Luxembourg : - Classement général - 1re étape - Circuit de la région linière - 2e du Grand Prix de Monaco - 2e de la Course des raisins - 5e du Tour des Flandres - 1973 - Grand Prix d'Isbergues - 2e de Nice-Seillans - 3e de Paris-Roubaix - 3e de l'Étoile des Espoirs - 8e de la Flèche wallonne - 1974 - Prix de Saint-Amands - 2e du Circuit de Belgique centrale - 2e de la Coupe Sels - 3e de Paris-Bruxelles - 1975 - 9e du Tour des Flandres - 1976 - 3e du Tour d'Aragon - 3e du Circuit des bords flamands de l'Escaut - 1977 - Trois Jours de La Panne - 1978 - Grand Prix d'Aix-en-Provence - 2e de Bordeaux-Paris - 2e du Grand Prix d'Antibes - 1979 - Grand Prix de Saint-Raphaël - Grand Prix de Hannut - Boucles des Flandres - 2e du Grand Prix de Peymeinade - 1980 - 2e du Circuit de la région frontalière |  |

## Résultats sur les grands tours

### Tour de France
3 participations
- 1969 : hors délais à la 6e étape
- 1975 : abandon (13e étape)
- 1977 : hors délais à la 17e étape

### Tour d'Espagne
5 participations
- 1970 : 28e, vainqueur de la 16e étape
- 1971 : abandon
- 1973 : 31e
- 1975 : 31e
- 1976 : 39e